# XOXO
XOXO, в Північній Америці означає «Обійми та поцілунки» — неформальний термін, який використовується для вираження щирості, віри, любові або хорошої дружби в кінці письмового листа або текстового повідомлення.
У Сполученому Королівстві широко використовується фраза «обійми та поцілунки», хоч і без скорочення XOXO.

## Походження
Звичай ставити літеру «X» на конвертах і записках походить з Середньовіччя, коли на документах чи листах малювали християнський хрест для позначення щирості, віри та чесності. Потім на хрест накладався поцілунок, який підписуючий ставив на знак клятви.
Оскільки більшість простих людей не вміли читати та писати, на документах ставили літеру «X» і цілували її на знак щирості. Хризма, часто зображувана літерою «X», також використовувалася як священний символ протягом усієї християнської історії, оскільки вона представляла грецьке слово для Ісуса Христа — «ΧΡΙΣΤΟΣ». Це породило практику використання літери «X», яку потім цілували у цій традиції демонстрації священної клятви.
В Інтернеті є припущення принаймі з одного оригінального джерела, що літера «О» має північноамериканське походження: прибувши до Сполучених Штатів, єврейські іммігранти, першою мовою яких був їдиш, використовували літеру «О» для підписання документів, тим самим не використовуючи символ хреста, а власники магазинів часто використовували літеру «О» під час підписання документів замість літери «X».